# دينيس دوروزكين
دينيس دوروزكين (بالروسية: Дорожкин, Денис Игоревич)‏ (8 يونيو 1987 بفولغوغراد في روسيا - ) هو لاعب كرة قدم روسي في مركز الهجوم. لعب مع توربيدو موسكو ولوخ إينيرجيا فلاديفوستوك ونادي روتور فولغوغراد ونادي كراسنودار ونادي تامبوف ‏ وFC Chernomorets Novorossiysk ‏ وسبارتاك نالتشيك ونادي أورال يكاترينبورغ.

## وصلات خارجية
- دينيس دوروزكين على موقع قاعدة بيانات كرة القدم.إي يو (الإنجليزية)
- دينيس دوروزكين على موقع Soccerway.com (الإنجليزية)